# 1. florbalová liga mužů 1998/1999
1. florbalová liga mužů 1998/1999 byla 6. ročníkem nejvyšší mužské florbalové soutěže v Česku.
Základní část soutěže odehrálo 12 týmů systémem dvakrát každý s každým. Prvních osm týmů postoupilo do play-off. 
Vítězem ročníku se podruhé v řadě a počtvrté celkem stal tým Tatran Střešovice po porážce týmu FBC Ostrava ve finále.
Nováčky v této sezoně byly týmy Kanon Praha a North Stars Ostrava. Kanon do 1. ligy postoupil poprvé a hned se dokázal probojovat do play-off. Tým North Stars se naopak vrátil do nejvyšší soutěže po jedné sezóně v 2. lize, ale svoji prvoligovou účast opět neudržel a sestoupil zpět, a již se nikdy do nejvyšší soutěže nevrátil. Před sezónou 2002/2003 se sloučil s FBC Ostrava.
Dále po třech sezónách v 1. lize sestoupil tým Crazy Boys Liberec. Sestupující týmy byly v následující sezóně nahrazeny týmy USK Slávie Ústí nad Labem a 1. SC Ostrava, které postoupily poprvé. Tým 1. SC Ostrava vznikl přejmenováním B týmu 1. SC SSK Vítkovice, který by jinak postoupit nemohl.

## Základní část
| Poř. | Tým                   | Záp. | Výh. | Rem. | Pro. | Branky    | Body | Poznámka |
| ---- | --------------------- | ---- | ---- | ---- | ---- | --------- | ---- | -------- |
| 1.   | FBC Ostrava           | 22   | 14   | 3    | 5    | 127 : 861 | 31   | play-off |
| 2.   | Tatran Střešovice     | 22   | 15   | 1    | 6    | 115 : 611 | 31   | play-off |
| 3.   | Torpedo Havířov       | 22   | 13   | 3    | 6    | 107 : 871 | 29   | play-off |
| 4.   | 1. SC SSK Vítkovice   | 21   | 12   | 2    | 7    | 199 : 791 | 26   | play-off |
| 5.   | TJ Mentos Chodov      | 22   | 11   | 4    | 7    | 184 : 811 | 26   | play-off |
| 6.   | VSK FS Bulldogs Brno  | 22   | 11   | 2    | 9    | 102 : 811 | 24   | play-off |
| 7.   | AC Sparta Praha       | 22   | 9    | 3    | 10   | 193 : 941 | 21   | play-off |
| 8.   | Kanon Praha           | 22   | 9    | 2    | 11   | 187 : 105 | 20   | play-off |
| 9.   | FK Inpress Třeboň     | 21   | 7    | 2    | 12   | 169 : 921 | 16   |          |
| 10.  | Havlíčkův Brod Sharks | 22   | 5    | 5    | 12   | 106 : 138 | 15   |          |
| 11.  | Crazy Boys Liberec    | 22   | 5    | 3    | 14   | 173 : 117 | 13   | sestup   |
| 12.  | North Stars Ostrava   | 22   | 3    | 4    | 15   | 174 : 115 | 10   | sestup   |

## Vyřazovací boje

### Pavouk
|  | Čtvrtfinále (na zápasy) | Čtvrtfinále (na zápasy) |                   |   | Semifinále (na zápasy) | Semifinále (na zápasy) |  |  | Finále (na zápasy) | Finále (na zápasy) |
|  |                         |                         |                   |   |                        |                        |  |  |                    |                    |
|  |                         |                         |                   |   |                        |                        |  |  |                    |                    |
|  | FBC Ostrava             | 2                       |                   |   |                        |                        |  |  |                    |                    |
|  | FBC Ostrava             | 2                       |                   |   |                        |                        |  |  |                    |                    |
|  | Kanon Praha             | 0                       |                   |   |                        |                        |  |  |                    |                    |
|  | Kanon Praha             | 0                       | FBC Ostrava       | 2 |                        |                        |  |  |                    |                    |
|  |                         |                         | FBC Ostrava       | 2 |                        |                        |  |  |                    |                    |
|  |                         | 1. SC SSK Vítkovice     | 0                 |   |                        |                        |  |  |                    |                    |
|  | 1. SC SSK Vítkovice     | 1. SC SSK Vítkovice     | 0                 | 2 |                        |                        |  |  |                    |                    |
|  | 1. SC SSK Vítkovice     |                         |                   | 2 |                        |                        |  |  |                    |                    |
|  | TJ Mentos Chodov        | 1                       |                   |   |                        |                        |  |  |                    |                    |
|  | TJ Mentos Chodov        | 1                       | FBC Ostrava       | 1 |                        |                        |  |  |                    |                    |
|  |                         |                         | FBC Ostrava       | 1 |                        |                        |  |  |                    |                    |
|  |                         | Tatran Střešovice       | 2                 |   |                        |                        |  |  |                    |                    |
|  | Tatran Střešovice       | Tatran Střešovice       | 2                 | 2 |                        |                        |  |  |                    |                    |
|  | Tatran Střešovice       |                         |                   | 2 |                        |                        |  |  |                    |                    |
|  | AC Sparta Praha         | 1                       |                   |   |                        |                        |  |  |                    |                    |
|  | AC Sparta Praha         | 1                       | Tatran Střešovice | 2 |                        |                        |  |  |                    |                    |
|  |                         |                         | Tatran Střešovice | 2 |                        |                        |  |  |                    |                    |
|  |                         | Torpedo Havířov         | 0                 |   |                        |                        |  |  |                    |                    |
|  | Torpedo Havířov         | Torpedo Havířov         | 0                 | 2 |                        |                        |  |  |                    |                    |
|  | Torpedo Havířov         |                         |                   | 2 |                        |                        |  |  |                    |                    |
|  | VSK FS Bulldogs Brno    | 0                       |                   |   |                        |                        |  |  |                    |                    |
|  | VSK FS Bulldogs Brno    | 0                       |                   |   |                        |                        |  |  |                    |                    |

### Čtvrtfinále
Na dva vítězné zápasy.
FBC Ostrava – Kanon Praha 2 : 0 na zápasy (6:3, 5:4) 
- Kanon – FBC Ostrava 3 : 6 (0:3, 3:1, 0:2)
- FBC Ostrava – Kanon 5 : 4 (2:1, 2:0, 1:3)

Tatran Střešovice –  AC Sparta Praha 2 : 1 na zápasy
- Sparta – Tatran 3 : 4 p (0:0, 1:0, 2:3, 0:1)
- Tatran – Sparta 4 : 5 p (0:1, 1:1, 3:2, 0:1)
- Tatran – Sparta 4 : 3 p (2:2, 0:1, 1:0, 1:0)

Torpedo Havířov – VSK FS Bulldogs Brno 2 : 0 na zápasy
- Bulldogs – Havířov 2 : 4 (0:1, 1:2, 1:1)
- Havířov – Bulldogs 5 : 3 (2:1, 0:1, 3:1)

1. SC SSK Vítkovice – TJ Mentos Chodov 2 : 1 na zápasy
- Chodov – Vítkovice 5 : 4 (2:3, 1:1, 2:0)
- Vítkovice – Chodov 3 : 2 p (2:0, 0:0, 0:2, 1:0)
- Vítkovice – Chodov 5 : 2 (2:0, 1:0, 2:2)

### Semifinále
Na dva vítězné zápasy.
FBC Ostrava – 1. SC SSK Vítkovice   2 : 0  na zápasy 
- Vítkovice – FBC Ostrava 2 : 7 (0:3, 0:2, 2:2)
- FBC Ostrava – Vítkovice 5 : 2 (0:0, 3:2, 2:0)

Tatran Střešovice – Torpedo Havířov   2 : 0  na zápasy 
- Havířov – Tatran 0 : 2 (0:1, 0:1, 0:0)
- Tatran – Havířov 5 : 0 (0:0, 3:0, 2:0)

### Finále
Na dva vítězné zápasy.
FBC Ostrava – Tatran Střešovice   1 : 2  na zápasy
- Tatran – FBC Ostrava 4 : 1 (1:0, 1:1, 2:0)
- FBC Ostrava – Tatran 5 : 3 (1:1, 2:0, 2:2)
- FBC Ostrava – Tatran 1 : 4 (0:1, 0:0, 1:3)

### O 3. místo
Na jeden vítězný zápas.
Torpedo Havířov – 1. SC SSK Vítkovice 1 : 6 (0:1, 0:1, 1:4)

### Konečná tabulka play-off
| Pořadí           | Tým                  |
| ---------------- | -------------------- |
| Zlatá medaile    | Tatran Střešovice    |
| Stříbrná medaile | FBC Ostrava          |
| Bronzová medaile | 1. SC SSK Vítkovice  |
| 4.               | Torpedo Havířov      |
| 5.               | TJ Mentos Chodov     |
| 6.               | VSK FS Bulldogs Brno |
| 7.               | AC Sparta Praha      |
| 8.               | Kanon Praha          |